# Macaco-de-gibraltar
O macaco-de-gibraltar (nome científico: Macaca sylvanus), também conhecido como macaco-berbere, é um macaco do Velho Mundo que se encontra actualmente em algumas zonas reduzidas dos Montes Atlas no norte de África e no Rochedo de Gibraltar, em Gibraltar. É o único primata, além do homem, que pode encontrar-se actualmente em liberdade na Europa, e o único membro do género Macaca que vive fora da Ásia.

## Descrição

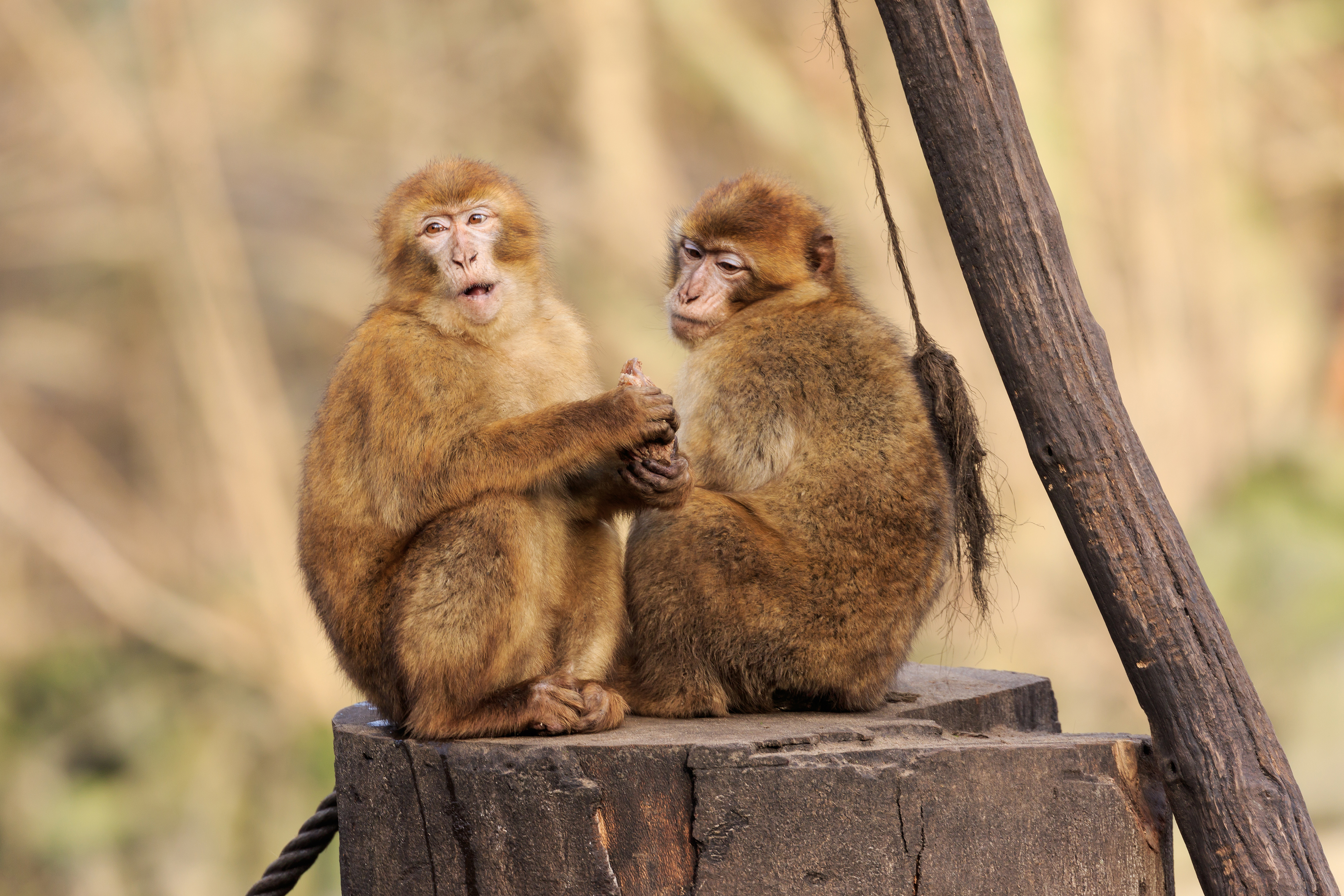
Macaca sylvanus no zoológico de Berlim.

um pequeno quadrúpede, nunca superior a 75 centímetros de comprimento e 13 quilogramas de peso. O corpo está coberto de pêlo pardo-amarelado, ligeiramente acinzentado em alguns indivíduos. O rosto, pés e mãos são de cor rosada, e a cauda é apenas um vestígio pouco visível à distância. Os machos são maiores que as fêmeas.

## Ecologia
São animais diurnos e omnívoros, que vivem em bosques mistos até mais de 2100 metros de altitude, em grupos de entre 10 e 30 indivíduos de estrutura matriarcal dirigidos por uma fêmea. Após quatro ou cinco meses de gestação, as fêmeas dão à luz uma cria (duas em casos raros) cuidada tanto pelo pai como pela mãe. São adultos aos 3 a 4 anos e vivem até 20.

### Dieta
Movem-se constantemente em busca de frutas, folhas, raízes ou insectos.

## Conservação
Como parte do património de Gibraltar, a alimentação e sobrevivência dos macacos tem sido responsabilidade da Royal Navy até ter sido cedida ao governo gibraltino em 1991. A tradição popular diz que enquanto os macacos persistirem em Gibraltar, este continuará sob domínio britânico, pelo que se chegou ao ponto de, durante a Segunda Guerra Mundial, quando se temia uma possível invasão Hispano-Germânica, o próprio primeiro-ministro britânico Winston Churchill ordenar trazer várias dezenas de exemplares do norte de África para assegurar a sobrevivência da sua exígua população.

## Imagens

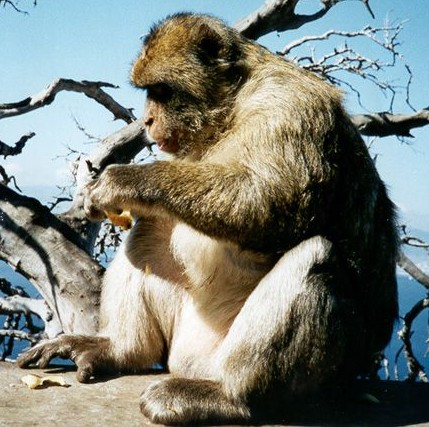
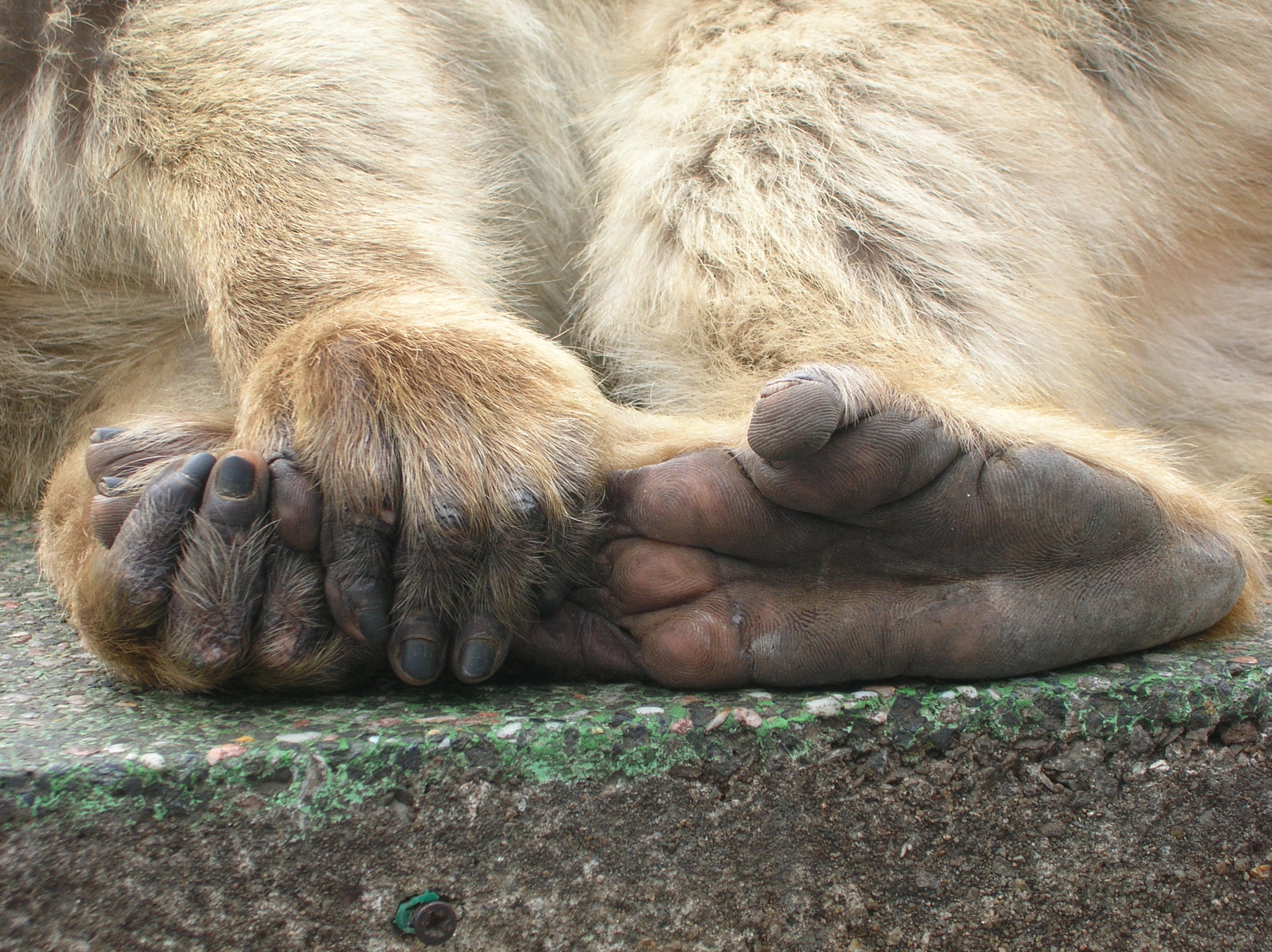
Pés e mãos de um macaco-de-gibraltar (Macaca sylvanus)
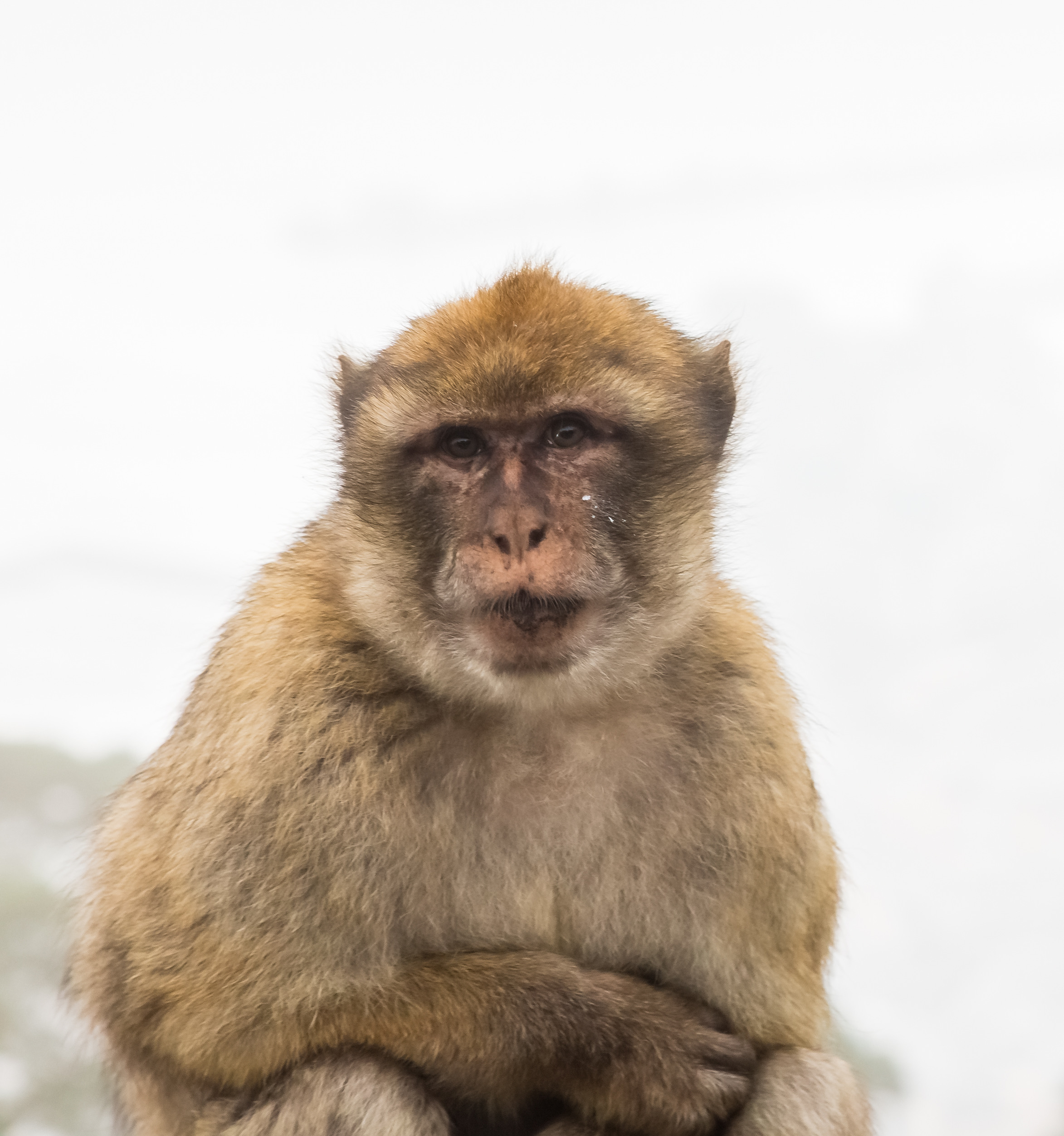